# Дархан (сомон)
Дархан (монг. Дархан) — сомон аймаку Хентій, Монголія. Площа 4454 км², населення 2,2 тис. Центр сомону селище Дархан лежить за 264 км від Улан-Батора, за 137 км від міста Ундерхаан.

## Рельєф
Гори Дархан уул (1716 м), Хангай, Улаан, Ердене та ін. Невеликі озера Цагаан овоо, Овоот бурд, Босгон та ін.

## Клімат
Клімат різко континентальний. Щорічні опади 250 мм, середня температура січня −23°−25°С, середня температура липня +19°С.

## Природа
Водяться лисиці, джейрани, козулі, вовки, тхори.

## Соціальна сфера
Є школа, лікарня, торговельно-культурні заклади.